# Penndel
Penndel è una borough degli Stati Uniti d'America, nella contea di Bucks nello Stato della Pennsylvania. Secondo il censimento del 2010 la popolazione è di 2.328 abitanti.

## Società

### Evoluzione demografica
La composizione etnica vede una maggioranza di quella bianca (91,98%), seguita dagli asiatici (3,26%) dati del 2000.
| borough di Penndel Popolazione |       |
| 2000                           | 2.420 |
| 2010                           | 2.328 |